# Venussymbol
Das Venussymbol ♀ ist ein Symbol, das als stilisierte Darstellung des Handspiegels der Göttin Venus angesehen wird (und daher auch Venusspiegel genannt wird).

## Verwendung
Das Symbol steht in der Astronomie und Astrologie für den Planeten Venus und in der römischen Mythologie für die Göttin Venus. In der Biologie symbolisiert es das weibliche Geschlecht; in der Gesellschaft wird es als Gender-Symbol für Weiblichkeit und Frauen,  sowie – gelegentlich ergänzt durch eine von dem Kreis umschlossene, geballte Faust – für Frauenbewegung und Feminismus verwendet. Für das Planetenmetall Kupfer wird das Venussymbol in der Alchemie eingesetzt. In mittelalterlichen und barocken Dokumenten (wie etwa Tagebüchern) für den Freitag (lateinisch dies Veneris, Tag der Venus).
In der Heraldik findet sich das Venussymbol gelegentlich als gemeine Figur. Zumeist weist es in seiner Eigenschaft als alchemisches Symbol für Kupfer auf Kupferbergbau oder Kupferverarbeitung hin.

Wappen von Falun (Schweden)
Die „Erhobene Faust“ als Symbol der Feminismusbewegung